# エヴァー・ドリーム
『エヴァー・ドリーム』（Ever Dream）は、Nightwish がリリースしたアルバム『センチュリー・チャイルド』からの1枚目のシングル。新規加入したマルコ・ヒエタラが参加して初のリリースで、コーラスの一部も彼が歌っている。
後にバンドに加入することになるアネット・オルゾンもこの曲でオーディションに応募した。

## トラック・リスト
1. Ever Dream
2. The Phantom of the Opera
3. The Wayfarer

## 演奏者
- ターヤ・トゥルネン - 歌
- ツォーマス・ホロパイネン - キーボード
- エンプ・ヴオリネン - ギター
- ユッカ・ネヴァライネン - ドラムス
- マルコ・ヒエタラ - ベース、歌